# Тршебовка
Тршебовка (чеш. Třebovka) — река в Чехии (Пардубицкий край), левый приток реки Тиха-Орлице (бассейн Эльбы).
Длина — 41,17 км, площадь водосборного бассейна 195,95 км².
Берёт начало на высоте 548,01 м над уровнем моря. На реке образован пруд площадью 74,91 га. Впадает в реку Тиха-Орлице на высоте 321,43 над уровнем моря.

## Притоки
Левые: Černý potok, Nový potok, Zádolský potok, Semanínský potok.
Правые: Dětřichovský potok, Skuhrovský potok, Hluboček, Kojovec, Dolský potok, Knapovecký potok.